# 蘇酇
蘇鄼（1543年—？），字漢傑，直隸蘇州府太倉州人，民籍，明朝政治人物。

## 生平
隆慶元年（1567年）丁卯科應天府鄉試第十一名。萬曆五年（1577年）丁丑科會試第十五名，登三甲第四十三名進士。，初授江西庐陵县知县，十一年八月擢授江西道監察御史，十二年巡按直隶兼巡视边关，弹劾兵部尚書张学颜违旨等四罪，十六年巡按雲南，勘查缅甸战事。官至大理寺丞。萬曆十六年戊子（1588年），苏鄼揭發李材罪行，说他在雲南按察使任上，犯有“虚报战绩”的罪行，萬曆帝大怒，擬斬，經群臣力救，最後李材充軍福建。

## 家族
曾祖蘇紳；祖父蘇世昌；父蘇元卿。母陳氏。永感下。